# Spin the Picture
Spin the Picture era un programa de concursos emitido por la televisión estadounidense, a través de la cadena DuMont. Los presentadores llamaban por teléfono a los televidentes con tal de que identificaran a la persona famosa que aparecía en una fotografía giratoria.
El programa originalmente se llamaba Cut en su debut del 9 de junio de 1949, y fue renombrado como Spin the Picture el 25 de junio. El programa era presentado por Kathi Norris y Carl Caruso, y se emitía los sábados en la noche a las 8:00 p. m. (hora del Este). Su último episodio fue emitido el 4 de febrero de 1950. 
No existen grabaciones de este programa.